# オーステルダム
オーステルダム（Oosterdam）は、ホランド・アメリカ・ラインが運航しているクルーズ客船である。

## 概要
ザイデルダム級（ホランド・アメリカ・ラインではヴィスタ・クラスと呼称）の2番船で、2003年7月11日、イタリアのフィンカンティエリ社マルゲーラ工場で竣工。船価は4億1,000万ドル。7月29日にロッテルダムで行われた命名式にて、マルグリート王女によって命名され、8月3日からのバルト海クルーズでデビューした。
その後、3番船が2004年、4番船が2006年に建造されている。これら4隻の船名にはオランダ語で東西南北を表す名が付けられており、オーステルダムとはオランダ語で「東」という意味である。

## 設備
客室数は924室で、うち798室は海側に面した客室である。
車椅子の船客に対応した客室が28室ある。
環境に配慮して主機にはディーゼル電気推進×5基とガスタービン1基を併用したシステムを採用している。
それまでのホランド・アメリカ・ラインの客船よりもバルコニー付客室の数を充実させて633室がバルコニー付となっている。
客船中央部にあるアトリウムには巨大なクリスタル製の地球儀が飾られている。

## 同型船
- 1番船 「ザイデルダム（Zuiderdam）」
  - 2002年11月16日竣工。
- 3番船 「ウエステルダム（Westerdam）」
  - 2004年4月15日竣工。
- 4番船 「ノールダム（Noordam）」
  - 2006年1月28日竣工。